# Jan Kok
Johan Adolf Frederik "Jan" Kok (Surabaya, Índies Orientals Neerlandeses, 9 de juliol de 1889 – Zeist, Utrecht, 2 de desembre de 1958) va ser un futbolista neerlandès que va competir a començaments del segle xx. Jugà com a centrecampista i en el seu palmarès destaca una medalla de bronze en la competició de futbol dels Jocs Olímpics de Londres de 1908.
A la selecció nacional jugà un sol partit, en què no marcà cap gol.